# Splendour in the Grass

Splendour in the Grass est un festival de musique australien. Il se tient annuellement depuis 2001 dans le nord de la Nouvelle-Galles du Sud. 

## Historique
Le festival est créé en 2001 et se tient chaque année à Byron Bay, une ville balnéaire du nord de la Nouvelle-Galles du Sud.
Les éditions de 2020 et 2021 sont successivement décalées puis définitivement annulées en raison de la pandémie de Covid-19. En remplacement, une version en ligne du festival a lieu en juillet 2021.
En 2024, le festival est subitement annulé deux semaines après l'annonce de l'affiche.